# エルンスト・レッヘル

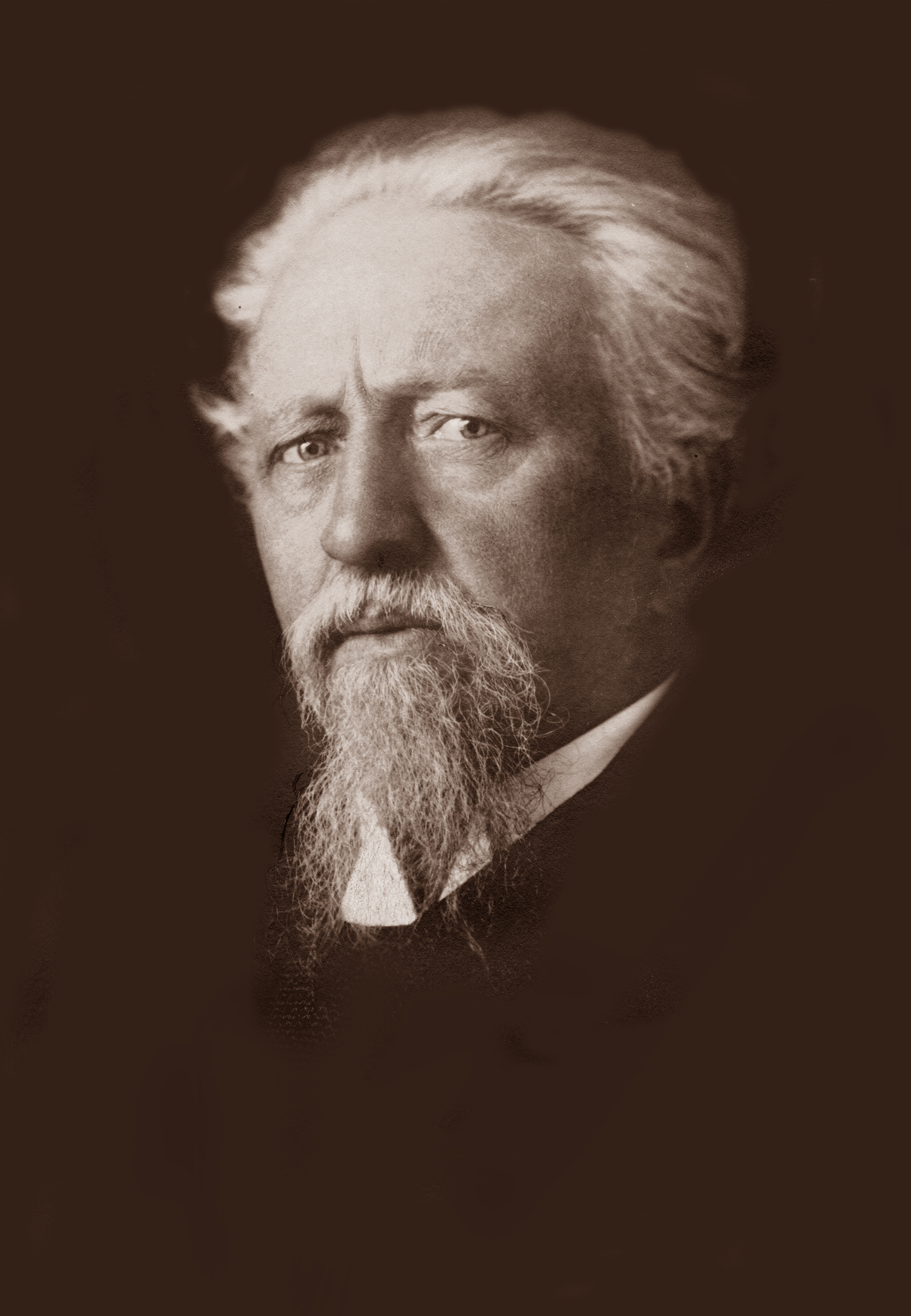
Ernst Lecher (1919)

エルンスト・レッヘル（Ernst Lecher、1856年6月1日 - 1926年7月19日）は、オーストリアの物理学者。1909年よりウィーンのFirst Institute of Physicsの長を務めた。電磁波の波長と周波数を測定する装置である「レッヘル線」を開発したことで知られる。1940年代にウィーン南部のライヒェナウに設置されたレーダーの研究施設にErnst-Lecher-Institutと命名した。これは現在ドイツにある研究所であるマックス・プランク研究所の一部となっている。
父のZacharias K Lecherは、ウィーンの大手の日刊紙Die Presseの編集者であり、1896年にドイツ人の同僚であるヴィルヘルム・レントゲンがX線を発見したことを発表する手助けをした。甥のコンラート・ローレンツは1973年にノーベル生理学・医学賞を受賞した人物である。

## 著作
- Studie über elektr. Resonanzerscheinungen, 1890
- Lehrbuch der Physik für Mediziner und Biologen, 1912